# 長内転筋
長内転筋（ちょうないてんきん、英語: adductor longus muscle）は人間の恥骨の筋肉で股関節の内転、屈曲、内旋を行う。
恥骨上枝から起こり、大腿骨の粗線内側唇の中1/3で終わる。